# Mephisto-Entscheidung
Die Mephisto-Entscheidung des Bundesverfassungsgerichts vom 24. Februar 1971 gilt in der deutschen Rechtswissenschaft als Grundsatzentscheidung zur Kunstfreiheit und zum allgemeinen Persönlichkeitsrecht (APR). Das Bundesverfassungsgericht definierte erstmals den Begriff „Kunst“ aus verfassungsrechtlicher Sicht und stellte klar, dass auch die nach dem Grundgesetz vorbehaltlos gewährleistete Freiheit der Kunst (Art. 5 Abs. 3 GG) verfassungsimmanenten Schranken unterliegt, nämlich solchen, die sich durch andere Grundrechte ergeben (sogenanntes kollidierendes Verfassungsrecht). Bei der Kollision der Kunstfreiheit mit anderen Grundrechten ist eine Abwägung der Rechtsgüter vorzunehmen (vgl. Praktische Konkordanz).

## Sachverhalt
Hintergrund der Verfassungsbeschwerde war das von Peter Gorski, dem Adoptivsohn und Alleinerben des verstorbenen Schauspielers und Intendanten Gustaf Gründgens (1899–1963), gegen die Nymphenburger Verlagshandlung gerichtlich erwirkte Verbot, das Buch Mephisto – Roman einer Karriere von Klaus Mann, erstmals erschienen 1936 im Exilverlag Querido Amsterdam, zu vervielfältigen, zu vertreiben und zu veröffentlichen.
Der Roman schildert den Aufstieg des bekannten Schauspielers Hendrik Höfgen, der seine politische Überzeugung verleugnet und alle menschlichen und ethischen Bindungen abstreift, um im Pakt mit den nationalsozialistischen Machthabern eine künstlerische Karriere zu machen. Der Romanfigur Hendrik Höfgen diente der Schauspieler Gustaf Gründgens als Vorbild. Zahlreiche Einzelheiten – seine äußere Erscheinung, die Theaterstücke, an denen er mitwirkte, und ihre zeitliche Reihenfolge, der Aufstieg zum Preußischen Staatsrat und zum Generalintendanten der Preußischen Staatstheater – entsprechen dem äußeren Erscheinungsbild und dem Lebenslauf von Gründgens. Auch an Personen aus der damaligen Umgebung von Gründgens lehnt sich der Roman an.
Das Hanseatische Oberlandesgericht hatte sich mit Urteil aus dem Jahr 1966 der Auffassung angeschlossen, dass die Darstellung der Person Hendrik Höfgen sich eindeutig auf Gründgens beziehe und eine Herabwürdigung seiner Person bewirke. Explizit nannte der Senat das Buch eine Schmähschrift in Romanform. Daher sei ein Verbot seiner Vervielfältigung, Veröffentlichung und seines Vertriebs auszusprechen. Der Bundesgerichtshof bestätigte diese Entscheidung im Jahr 1968. 
Gegen diese Entscheidungen richtete die Nymphenburger Verlagshandlung, vertreten durch ihren Geschäftsführer Berthold Spangenberg, ihre Verfassungsbeschwerde mit der Begründung, diese würden unter anderem das Recht auf Kunstfreiheit des Art. 5 Abs. 3 GG verletzen. Diese Verfassungsbeschwerde wurde am 24. Februar 1971 zurückgewiesen.

## Zusammenfassung des Urteils

### Kunstfreiheit im Lichte der Verfassung
Der erste Senat des Bundesverfassungsgerichts ging zunächst auf die Bedeutung der Kunstfreiheit nach dem Grundgesetz ein: Das Wesentliche der künstlerischen Betätigung sei die freie schöpferische Gestaltung, in der Eindrücke, Erfahrungen, Erlebnisse des Künstlers durch das Medium einer bestimmten Formensprache zu unmittelbarer Anschauung gebracht werden. Alle künstlerische Tätigkeit sei ein Ineinander von bewussten und unbewussten Vorgängen, die rational nicht aufzulösen sind. Beim künstlerischen Schaffen wirkten Intuition, Fantasie und Kunstverstand zusammen; es sei primär nicht Mitteilung, sondern Ausdruck, und zwar unmittelbarster Ausdruck der individuellen Persönlichkeit des Künstlers.
Die Kunstfreiheitsgarantie in Art. 5 Abs. 3 GG betreffe sowohl die künstlerische Betätigung (Werkbereich) wie auch die Darbietung und Verbreitung des Kunstwerks (Wirkbereich).
Auch stehe der Kunstfreiheit nicht im Wege, dass ein Künstler Vorgänge des realen Lebens schildert und hierbei teilweise an der Realität vorbeigehe. Die Wirklichkeit eines Geschehens werde im Kunstwerk verdichtet. Die Realität werde aus den Zusammenhängen und Gesetzmäßigkeiten gelöst und in neue Beziehungen gebracht, für die nicht die Realitätsthematik, sondern das künstlerische Gebot der anschaulichen Gestaltung im Vordergrund steht. Die Wahrheit des einzelnen Vorganges könne und müsse unter Umständen der künstlerischen Einheit geopfert werden.

### Unverletzlichkeit der Menschenwürde als Schranke der Kunstfreiheit
Andererseits sei das Freiheitsrecht nicht schrankenlos gewährt. Zwar seien die Schranken des Art. 5 Abs. 2 GG unanwendbar, da der Verfassungsgeber die Kunstfreiheit nicht als einen Sonderfall der Meinungsäußerungsfreiheit gesehen habe. Doch würden die Grenzen der Kunstfreiheitsgarantie von der Verfassung selbst, nämlich durch andere Grundrechte, bestimmt.
Auch das Persönlichkeitsrecht des Art. 2 Abs. 1 GG käme grundsätzlich hierfür in Frage. Allerdings ende dieses mit dem Tod der Person. Indessen wirke das Gebot der Unverletzlichkeit der Menschenwürde, das allen Grundrechten zugrunde liegt, über den Tod einer Person hinaus. Es sei mit Art. 1 GG unvereinbar, wenn der Mensch, dem Würde kraft seines Personseins zukommt, in diesem Achtungsanspruch auch nach seinem Tode herabgewürdigt oder erniedrigt werden dürfte.
Die Entscheidung darüber, ob durch die Anlehnung der künstlerischen Darstellung an Persönlichkeitsdaten der realen Wirklichkeit ein der Veröffentlichung des Kunstwerks entgegenstehender schwerer Eingriff in den schutzwürdigen Persönlichkeitsbereich des Dargestellten zu befürchten ist, könne nur unter Abwägung aller Umstände des Einzelfalles getroffen werden. Dabei sei zu beachten, ob und inwieweit das Abbild gegenüber dem Urbild durch die künstlerische Gestaltung des Stoffs und seine Ein- und Unterordnung in den Gesamtorganismus des Kunstwerks so verselbständigt erscheint, dass das Individuelle, Persönlich-Intime zugunsten des Allgemeinen, Zeichenhaften der Figur objektiviert ist. Wenn eine solche, das Kunstspezifische berücksichtigende Betrachtung jedoch ergebe, dass der Künstler ein Porträt des Urbildes gezeichnet hat oder gar zeichnen wollte, komme es auf das Ausmaß der künstlerischen Verfremdung oder den Umfang und die Bedeutung der Verfälschung für den Ruf des Betroffenen oder für sein Andenken an.
Das Bundesverfassungsgericht hatte demnach zu entscheiden, ob die Instanzen der Zivilgerichte bei der von ihnen vorgenommenen Abwägung zwischen dem durch Art. 1 Abs. 1 GG geschützten Persönlichkeitsbereich des verstorbenen Gustaf Gründgens und seines Adoptivsohnes und der durch Art. 5 Abs. 3 Satz 1 GG gewährleisteten Kunstfreiheit den dargelegten Grundsätzen Rechnung getragen hatten. Bei der Entscheidung dieser Frage ergab sich im Senat Stimmengleichheit. Infolgedessen konnte gemäß § 15 Abs. 4 Satz 3 BVerfGG nicht festgestellt werden, dass die angefochtenen Urteile gegen das Grundgesetz verstoßen hatten.
Dennoch wurde, schon durch die abweichenden Voten zweier Richter, sichtbar, dass mit dem Zeitablauf sich ein anderes Ergebnis bei der Abwägung zwischen Kunstfreiheit und Menschenwürde abzeichnen könnte. Diese Ansicht hat sich bestätigt: Der Roman Mephisto – Roman einer Karriere ist heute frei verkäuflich, wenngleich das Urteil, das seine Veröffentlichung verbietet, bis heute Bestand hat.

## Bedeutung und Folgen des Urteils
Der Fall Mephisto – Roman einer Karriere war der erste, in dem das Bundesverfassungsgericht sich mit der Frage auseinandersetzen musste, ob die Freiheit der Kunst Schranken unterliegt und wenn ja, welchen. Denn Art. 5 GG war vom Verfassungsgeber im Angesicht der nur wenige Jahre zurückliegenden Zeit des Nationalsozialismus und der dort herrschenden Vorstellung über Entartete Kunst bewusst so angelegt worden, dass die Kunstfreiheit (wie auch die Freiheit von Wissenschaft, Forschung und Lehre) im Absatz 3 steht und somit die Schranken des Absatzes 2, nämlich die allgemeinen Gesetze, die gesetzlichen Bestimmungen zum Schutze der Jugend und das Recht der persönlichen Ehre nicht anwendbar sind. Dies hat das Bundesverfassungsgericht in seiner Entscheidung klargestellt.
Doch stellte sich mit dem Roman von Klaus Mann die konkrete Frage, ob man Künstlern etwa alles durchgehen lassen darf oder gar muss. Gustaf Gründgens’ Ehre war durch die Darstellung erheblich in Mitleidenschaft gezogen worden – das wurde vorinstanzlich zweimal ausdrücklich festgestellt. Allerdings bestand diese Ehrverletzung offenbar gerade darin, dass seine Nazi-Kollaboration dargestellt und ihre charakterlichen Voraussetzungen untersucht wurden – es wurde also de facto die Kritik am tatsächlichen Verhalten Gründgens’ verboten. Über den Weg, andere Grundrechte als Schranken der Kunstfreiheit anzusehen, schlichen sich die Schranken des Art. 5 Abs. 2 GG sozusagen durch die Hintertür in den eigentlich schrankenlos gewährleisteten Art. 5 Abs. 3 GG ein. Aber: Mit dem Gebot einer umfassenden Abwägung der kollidierenden Rechtsgüter wird der Bedeutung der Kunstfreiheit in ganz besonderer Weise Rechnung getragen. Diese Rechtsprechung hat bis heute Gültigkeit.
Der Roman Mephisto wurde erstmals 1965 innerhalb der Klaus-Mann-Werkausgabe bei der Nymphenburger Verlagshandlung veröffentlicht und in einer möglichst unauffälligen Aktion an den Buchhandel ausgeliefert, wo die erwartete (und auch prompt erfolgte) einstweilige Verfügung nicht greifen konnte; aus dieser Edition resultierten auch die oben erwähnten Gerichtsverfahren. 1981 wurde der Roman verfilmt und im selben Jahr dann auch erstmals unbehindert in der Bundesrepublik Deutschland veröffentlicht (bis dahin konnte man allerdings ohne große Mühe die in der DDR gedruckte Ausgabe erhalten).